# Спеціальна доставка (фільм, 1927)
Спеціальна доставка (англ. Special Delivery) — американська кінокомедія Роско Арбакла 1927 року.

## У ролях
- Едді Кантор — Едді, листоноша
- Джобіна Ролстон — Медж
- Вільям Пауелл — Гарольд Джонс
- Дональд Кіт — Геріген, пожежник
- Джек Догерті — Фланніган, поліцейський
- Віктор Потел — Ніп, детектив
- Пол Келлі — Так, помічник детектива
- Мері Карр — Мама
- Мерлін Кантор Бейкер
- Марджорі Кантор